# Langouet
Langouet é uma comuna francesa na região administrativa da Bretanha, no departamento Ille-et-Vilaine. Estende-se por uma área de 6,98 km². Em 2010 a comuna tinha 603 habitantes (densidade: 86,4 hab./km²).